# Aristida hystrix
Aristida hystrix là một loài thực vật có hoa trong họ Hòa thảo. Loài này được L.f. mô tả khoa học đầu tiên năm 1782.